# Salifidae
Salifidae ist der Name einer Familie von räuberisch lebenden Egeln in der Ordnung der Schlundegel mit teilweise im Süßwasser, teilweise an Land lebenden Arten, die in Afrika und Asien verbreitet sind.

## Merkmale
Die kleinen bis sehr großen Egel der Familie Salifidae haben meist eine zylindrische, an Regenwürmer erinnernde Körperform. Die Egel besitzen 5 bis 8 Paar Augen, davon ein labiales Hauptaugenpaar. Die meist in diese Familie einbezogene Gattung Barbronia (sonst eigene Familie) hat dagegen Arten mit 3 Paar Augen. Von den äußerlich nicht erkennbaren Segmenten umfassen wie bei den Rollegeln 16 (bei Barbronia 17) Segmente jeweils fünf äußere Ringel. Der große, muskulöse Pharynx weist an drei Muskelleisten oder „Scheinkiefern“ (Pseudognatha) sitzende drei Paar nadelförmige Stilette auf. Der Darmkanal hat in Anpassung an die räuberische Lebensweise nicht die von blutsaugenden Egelgruppen bekannten Blindsäcke. Die wie alle Egel zwittrigen Vertreter dieser Familie haben in den hodentragenden Segmenten wenige große, blasenförmige Hoden, worin sie sich von den Rollegeln unterscheiden.

## Verbreitung, Lebensraum und Lebensweise
Die Egel sind Bewohner des Süßwassers oder des Erdbodens an Land, wo sie sich räuberisch von Kleintieren ernähren. Die Beute – oft äußerlich sehr ähnliche Ringelwürmer wie etwa Regenwürmer oder Schlammröhrenwürmer, aber auch Insektenlarven – wird mithilfe des muskulösen Pharynx als Ganzes verschluckt.
Während die etwa 7 im Süßwasser lebenden Arten der Gattung Salifa in Afrika, Südasien und Ostasien verbreitet sind, leben die ebenfalls limnischen Vertreter der Gattung Barbronia in Asien von Afghanistan bis Java und ins südliche China. Barbronia weberi ist durch den Menschen nach Nordamerika, Südamerika und Europa (Italien) verschleppt worden, wo sie sich als invasive Art ausbreitet. Die Egel der Gattung Mimobdella sind dagegen Landbewohner und von Südostasien bis Japan (Mimobdella japonica) verbreitet. In diese Gattung gehört die möglicherweise größte Art der Familie, die auf dem Berg Kinabalu im malaysischen Teil Borneos heimische Mimobdella buettikoferi, die auch sehr große Riesenregenwürmer verschlingt.

## Fortpflanzungszyklus
Wie alle Egel sind die Salifidae Zwitter, die sich als Schlundegel durch gegenseitige Injektion von Pseudopermatophoren (hypodermische Insemination) begatten. Durch das Clitellum wird ein Eikokon aus Schleim gebildet, in den das Muttertier die befruchteten Eier legt. Aus diesen schlüpfen fertig entwickelte kleine Egel.

## Systematik
Zur Familie Salifidae gehören folgende Gattungen:
- Barbronia
- Linta
- Mimobdella
- Salifa

El-Shimy stellt 1996 allerdings die Gattung Barbronia, deren Vertreter unter anderem nur 3 Paar Augen besitzen und bei denen 17 Segmente jeweils 5 äußere Ringel haben, in eine eigene Familie Barbroniidae.